# Serpent Saints - The Ten Amendments
Serpent Saints - The Ten Amendments är det svenska death metal-bandet Entombeds nionde fullängdsalbum, som gav ut den 25 juni 2007 av Threeman Recordings.
Detta albumet är det första med Olle Dahlstedt bakom trummorna, som ersatte Peter Stjärnvind 2006.

## Låtförteckning
1. "Serpent Saints" - 05:04
2. "Masters of Death" - 05:00
3. "Amok" - 04:44
4. "Thy Kingdom Koma" - 04:07
5. "When in Sodom" - 05:40
6. "In the Blood" - 04:39
7. "Ministry" - 02:43
8. "The Dead, the Dying and the Dying to Be Dead" - 03:01
9. "Warfare, Plague, Famine, Death" - 03:20
10. "Love Song for Lucifer" - 03:06

## Banduppsättning
- Lars Göran Petrov - sång
- Alex Hellid - gitarr
- Nico Elgstrand - bas
- Olle Dahlstedt - trummor